# Facultatea de Teologie Romano-Catolică a Universității „Alexandru Ioan Cuza” din Iași
Facultatea de Teologie Romano-Catolică este una dintre facultățile care fac parte din Universitatea „Alexandru Ioan Cuza” din Iași.

## Istoric
Facultatea de Teologie Romano-Catolică din Iași a fost înființată în anul 2002 și a avut trei duble specializări: Teologie Romano-Catolică Didactică – Asistență Socială; Teologie Romano-Catolică Didactică – Limba și Literatura Română; Teologie Romano-Catolică Didactică – Limba și Literatura Engleză. În anul 2007 datorită unor remodelări universitare cerute de Ministerul Educației aceste specializări au fost lichidate. Din acest moment facultatea a rămas doar cu două specializări Teologie Romano-Catolică Didactică și Teologie Romano-Catolică asistență socială. Cele mai importante contribuții la crearea facultății le-au avut Preasfințitul Petru Gherghel, preotul Benone Lucaci, rectorii seminarului pr. conf. Alois Bulai și pr. prof. univ. dr. Wilhelm Dancă, doamna profesoară Mariana Purțuc, iar din partea universității, domnul rector, prof. univ. dr. Dumitru Oprea și alte persoane din conducerea universității. În anul 2009 a fost înființată a treia specializare cea de Teologie Romano-Catolică Pastorală. Departamentul de cercetare științifică al facultății a luat ființă tot în anul 2009.

## Decani
- lect. univ. dr. pr. Benone Lucaci (1 martie 2002 – 1 august 2003)[1][2][3][4]
- lect. univ. dr. pr. Lucian Farcaș (1 august 2003 - 22 ianuarie 2004)[3]
- prof. univ. dr. pr. Emil Dumea (22 ianuarie 2004 - 28 iulie 2016)[3][5][6]
- conf. univ. dr. pr. Ștefan Lupu (28 iulie 2016 - prezent)[7][8]

## Legături externe
- Site web oficial
- Facultatea de Teologie Romano-Catolică a Universității „Alexandru Ioan Cuza” din Iași pe Facebook